# Neuroleon (Neuroleon) macilentus
Neuroleon (Neuroleon) macilentus is een insect uit de familie van de mierenleeuwen (Myrmeleontidae), die tot de orde netvleugeligen (Neuroptera) behoort. 
Neuroleon (Neuroleon) macilentus is voor het eerst wetenschappelijk beschreven door Auber in 1956.